# Bahnhof Reading

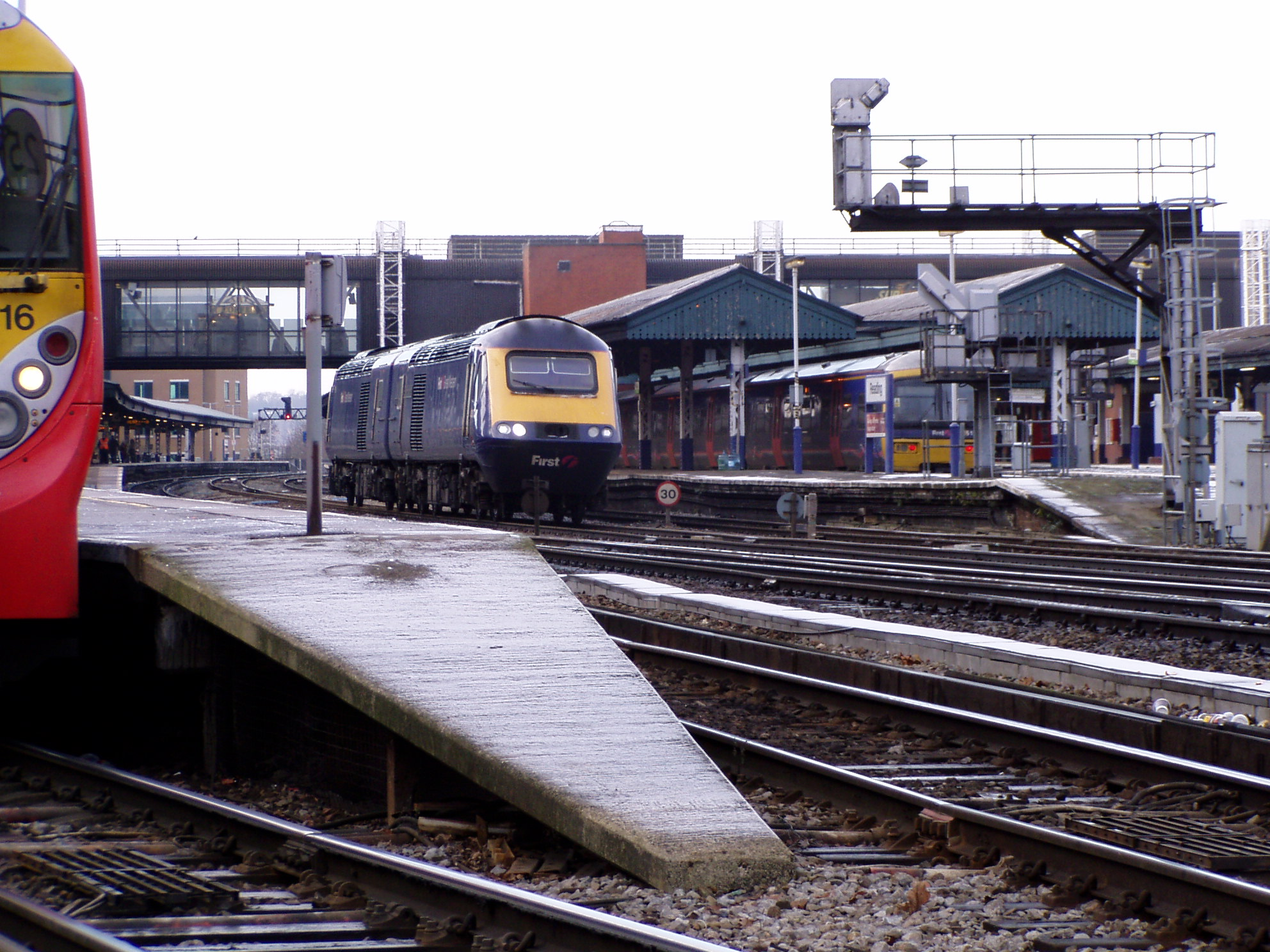
Gleisseite

Reading ist ein größerer Bahnhof in der Stadt Reading westlich von London. Er liegt am nördlichen Ende des Stadtzentrums, etwa fünf Minuten vom Einkaufs- und Geschäftszentrum entfernt und unweit des Flusses Themse.
Angeschlossen ist ein Busbahnhof mit städtischen und regionalen Verbindungen sowie der Busverbindung RailAir zum Flughafen nach London Heathrow.
Reading ist ein wichtiger Umsteigepunkt innerhalb des  britischen Eisenbahnnetzes. Außerdem gibt es ein beachtliches lokales Verkehrsaufkommen, insbesondere in Richtung London.

## Geschichte
Der Bahnhof wurde 1840 als vorläufiger Endpunkt der Great Western Main Line eröffnet. Bereits 1841 wurde die Strecke nach Bristol weitergebaut, weitere Verbindungen ab Reading wurden in den folgenden Jahren eröffnet. 1860 wurde ein neues Empfangsgebäude errichtet, welches heute noch vorhanden ist. 1989 wurde direkt daneben ein neues Empfangsgebäude eröffnet, welches heute dem Personenverkehr dient.

## Verkehrsverbindungen
Die Hauptstrecke ist die Great Western Main Line von London Paddington nach Oxford bzw. Bristol. Die Strecke ist viergleisig ausgebaut und bis Pristol seit 2019 elektrifiziert. Der Abzweig nach Oxford ist noch nicht elektrisch. Die Betriebsführung erfolgt durch die Great Western Railway Eisenbahngesellschaft. Weitere Strecken führen nordwärts nach Birmingham sowie südwärts nach Winchester, Southampton und Bournemouth. Eine Nebenstrecke führt nach Guildford in Surrey und zum Flughafen London-Gatwick.
Nach London Paddington verkehren zahlreiche Züge, wobei insbesondere die Fernzüge zwischen Reading und Paddington nicht halten und die 58 km in ca. 30 Minuten zurücklegen. Seit 2022 ist er außerdem einer der westlichen Endpunkte der Elizabeth Line.